# Nikao-Panama
Inscrits : 811 (2006)
Nikao-Panama est l'une des quatre circonscriptions électorales du district d'Avarua sur l'île de Rarotonga (îles Cook). Elle est constituée de 5 tapere :
- Pokoinu
- Nikao
- Puapuautu
- Areanu
- Kaikaveka

Cette circonscription fut créée en 1981 par l'amendement constitutionnel n°9. Jusqu'alors les 4 sièges de Tupapa-Maraerenga, Takuvaine-Tutakimoa, Avatiu-Ruatonga-Palmerston et Nikao-Panama étaient regroupés dans la circonscription de  Teauotonga. En 1986, le tapere d'Atupa qui faisait également partie de cette circonscription fut rattaché à Avatiu-Ruatonga-Palmerston

## Élections de 2004
"Aunty Mau", vice Premier Ministre du gouvernement de Robert Woonton depuis novembre 2003 remporta relativement facilement ce scrutin. 
| Mamapo Manuela (CIP)     | 28,1 % |
| Ngamau Mere Munokoa (DP) | 71,9 % |

## Élections de 2006
Nouvelle victoire de Ngamau Munokoa, sa troisième d'affilée dans cette circonscription.
| Tangee Tangi Kokaua (CIP) | 42,4 % |
| Ngamau Mere Munokoa (DP)  | 57,6 % |